# Корельское (Архангельская область)
Коре́льское — деревня в Онежском районе Архангельской области России. Входит в состав Порожского сельского поселения.

## География
Корельское располагается в нижнем течении реки Онега на правом берегу. На левом берегу Онеги находится нежилая деревня Высокая Горка.

## История
В XVI веке Корельское входило в состав Турчасовского стана Каргопольского уезда. На 1888 год в селе Корельском имелось 58 домов, 1 деревянная церковь, 1 часовня, 165 душ мужского пола, 162 женского пола. К 1905 году Корельское находилось в Корельском сельском обществе Кокоринской волости Онежского уезда Архангельской губернии. В 1924 году Корельское вошло в состав укрупнённой Онежской волости. С 1937 года — в Архангельской области. С 2006 года Корельское входит в состав Порожского сельского поселения Онежского муниципального района.

## Население
| 1859 | 1888 | 1905 | 1918 | 1922 | 2002 | 2010 |
| ---- | ---- | ---- | ---- | ---- | ---- | ---- |
| 239  | ↗327 | ↗453 | ↗470 | ↘422 | ↘4   | →4   |
| 2012 |      |      |      |      |      |      |
| ↘1   |      |      |      |      |      |      |

### Топографические карты
- Топографическая карта-километровка P-37-3,4. Малошуйка. Архивировано из [mapp37.narod.ru/map1/index003.html оригинала] 25 декабря 2012 года.
- Корельское на Wikimapia
- Корельское. Публичная кадастровая карта (недоступная ссылка — история).